# The Merry Monarch
Pour plus de détails, voir Fiche technique et Distribution.
The Merry Monarch est un film britannique réalisé par Alexis Granowsky, sorti en 1933. Il s'agit de la version en anglais de Les Aventures du roi Pausole

## Fiche technique
- Titre : The Merry Monarch
- Réalisation : Alexis Granowsky
- Scénario : Fernand Crommelynck et Henri Jeanson d'après Les Aventures du roi Pausole de Pierre Louÿs
- Musique : Karol Rathaus
- Pays d'origine : Royaume-Uni
- Format : Noir et blanc - 1,37:1 - Mono
- Genre : comédie
- Date de sortie : 1933

## Distribution
- Emil Jannings : le Roi Pausole
- Sidney Fox : la Reine du jour
- Josette Day : Aline, la fille du roi
- José Noguero
- Armand Bernard